# Carmenta heinrichi
Carmenta heinrichi is een vlinder uit de familie wespvlinders (Sesiidae), onderfamilie Sesiinae.
Carmenta heinrichi is voor het eerst wetenschappelijk beschreven door Schade in 1938. De soort komt voor in het Neotropisch gebied.